# Thays Gorga
Thays Correa Gorga (São Paulo, 30 de abril de 1987) es una presentadora, actriz y cantante brasileña.

## Vida profesional
En 2004, comienza su carrera como actriz en la telenovela de Metamorphoses de  RecordTV, interpretando a Janete.
En 2005, participó del clip "Um minuto para o fim do mundo" ("Un minuto para el fin del mundo") de CPM22.
En 2007, comienza como una de las conductoras del programa infantojuvenil Zapping Zone emitido por Disney Channel (Brasil).
En 2008 grabó la canción "Duas Estrelas" ("Dos Estrelas"), un bonus para la banda sonora de la película Camp Rock. 
En 2011, interpreta a Jane en su participación en la serie corta brasileña de Disney Channel (Brasil), Quando toca o Sino, que a su vez es una adaptación de la serie corta italiana de Quelli dell'intervallo de Disney Channel (Italia).
En 2011, se retira del programa infantojuvenil brasileño Zapping Zone, y es reemplazada en la conducción por un exconcursante del reality show HSM - A Seleção de Disney Channel (Brasil) Milene Conte.

## Televisión

### Telenovelas
- Metamorphoses ( RecordTV 2004) - Janete - Participación

Cúmplices de um Resgate - 2015-2016 - Helena - Coprotagonista

### Series
- Quando toca o Sino (Disney Channel 2011) - Jane

### Programas
- Zapping Zone (Disney Channel 2007-2011) - Ella misma/presentadora

#### Personajes del Zapping Zone
| Nombre                     | Año           |
| -------------------------- | ------------- |
| Madame Natasha             | 2009          |
| Madame Cri Cri             | 2009          |
| Funny Funny Top Top Secret | 2009-2010     |
| Dona Araponga              | 2009-2010     |
| Margarethe Milk            | 2010-presente |
| Charlene Xatos             | 2010-presente |
| Juju Bate Boca             | 2010-presente |
| Carol                      | 2010-presente |

## Música

### Trabajo musical
- En 2005, participó del clip "Um minuto para o fim do mundo" ("Un minuto para el fin del mundo") de CPM22.
- "Duas Estrelas" (en castellano "Dos Estrellas"), un bonus en portugués del tema "Two Stars", para la versión del disco para Brasil, de la banda sonora original de la Disney Channel Original Movies Camp Rock (2008).